# Pantelis Nikolaou
Pantelis Nikolaou, noto come Lakis Nikolaou (Io, 17 luglio 1949), è un ex calciatore greco, di ruolo difensore.

## Palmarès

### Club

#### Competizioni nazionali
- Campionato greco: 2

AEK Atene: 1977-1978, 1978-1979
- Coppa di Grecia: 1

AEK Atene: 1977-1978